# Saint-Méloir-sous-Hédé
Pour les articles homonymes, voir Hede (homonymie), Saint-Méloir et Saint-Méloir-des-Bois.
La paroisse de Saint-Méloir-sous-Hédé, également appelée Saint-Méloir-des-Bois et enclavée dans l'évêché de Saint-Malo, faisait partie du doyenné de Bobital relevant de l'évêché de Dol et était sous le vocable de saint Méloir.
Supprimée en 1803, la paroisse vit une partie de son territoire unie d'abord à Québriac et plus tard à Tinténiac ; le reste fut annexé à Bazouges-sous-Hédé.
Le territoire a fait partie de plusieurs communes.
C'est aujourd'hui un village de Tinténiac.